# Fessenheim-le-Bas
Fessenheim-le-Bas település Franciaországban, Bas-Rhin megyében. Lakosainak száma 577 fő (2022. január 1.). Fessenheim-le-Bas Dossenheim-Kochersberg, Furdenheim, Neugartheim-Ittlenheim, Kuttolsheim, Marlenheim, Nordheim, Quatzenheim és Schnersheim községekkel határos.

## Népesség
A település népességének változása:
| Lakosok száma | 534  | 534  | 559  | 561  | 567  | 574  | 580  | 583  | 577  |
|               | 2013 | 2015 | 2016 | 2017 | 2018 | 2019 | 2020 | 2021 | 2022 |